# 趙智
趙智（1404年—？），字公達，浙江嘉興府秀水縣人，民籍。明朝政治人物。進士出身。

## 生平
宣德四年（1429年）己酉科浙江鄉試第四十名舉人。宣德八年（1433年）癸丑科會試第八名，殿試登進士第三甲第二十一名。

## 家族
曾祖趙秀義。祖父趙仲章。父亲趙祥甫。母冼氏。具慶下。兄文亮，弟真宝。娶金氏。